# Salon24.pl
Salon24.pl – polski serwis informacyjno-blogowy, na którym pisać i komentować może każdy zarejestrowany użytkownik. 

## Historia serwisu
Salon24 uruchomiono 16 października 2006. Blogi założyli tu znani publicyści i zwykli użytkownicy internetu, którzy mogli odtąd na równi z dziennikarzami komentować bieżące wydarzenia. Założyciele serwisu – dziennikarskie małżeństwo Bogna Janke i Igor Janke – w marcu 2007 za stworzenie witryny zostali nominowani do Nagrody im. Dariusza Fikusa w kategorii Wydawca. Właścicielem serwisu do kwietnia 2021 była jego współzałożycielka Bogna Janke, a w latach 2021–2024 był Sławomir Jastrzębowski, natomiast od 2024 jest Jan Peńsko, współwłaściciel agencji i-Sport.

## Popularność
Serwis Salon24 podaje, że jest na nim zarejestrowanych 25 tys. blogów i 76 tys. użytkowników. W styczniu 2019 serwis miał prawie 960 tys. unikalnych użytkowników i odnotował prawie 4,5 mln odsłon. Teksty publikowane w Salon24 dotyczą takich tematów jak polityka, gospodarka, społeczeństwo, sport, kultura, technologie, zdrowie. Tekst Igora Janke Nieznośna szybkość bloga – o Salonie24 (opublikowany w „Rzeczpospolitej”, „Plus Minus”, 10–12 listopada 2006) był jednym z tematów egzaminu maturalnego z języka polskiego 5 maja 2008. W 2010 prezes PiS Jarosław Kaczyński po katastrofie smoleńskiej w Salon24 po raz pierwszy zabrał publicznie głos i rozpoczął swoją kampanię prezydencką. W 2011 prezydent USA Barack Obama podczas swojej podróży po Europie udzielił tylko jednego wywiadu – właśnie serwisowi Salon24.